# Nonnus minor
Nonnus minor är en stekelart som först beskrevs av Szepligeti 1916.  Nonnus minor ingår i släktet Nonnus och familjen brokparasitsteklar. Inga underarter finns listade i Catalogue of Life.